# Петрелла-Сальто
Петрелла-Сальто (итал. Petrella Salto) — коммуна в Италии, располагается в регионе Лацио, в провинции Риети.
Население составляет 1308 человек (2008 г.), плотность населения составляет 13 чел./км². Занимает площадь 102 км². Почтовый индекс — 2025. Телефонный код — 0746.
Покровителем населённого пункта считается святой Рох.

## Демография
Динамика населения:

## Администрация коммуны
- Официальный сайт: http://www.comune.petrellasalto.ri.it Архивная копия от 25 июля 2021 на Wayback Machine